# Sue Klebold
Susan Klebold (nacida Yassenoff; Columbus, Ohio, 25 de marzo de 1949) es una autora y activista estadounidense. Es la autora de A Mother's Reckoning: Living in the Aftermath of Tragedy (Balance de una madre: viviendo las secuelas de una tragedia), un libro sobre la masacre de la Escuela Secundaria de Columbine. Es la madre de uno de los perpetradores: Dylan Klebold. El 20 de abril de 1999, Dylan y su mejor amigo Eric Harris asesinaron a 12 estudiantes y un maestro e hirieron a otros 24 antes de suicidarse.
Klebold se ha comprometido a donar cualquier beneficio del libro a organizaciones benéficas de salud mental, investigación y prevención del suicidio, con la esperanza de encontrar soluciones que ayuden a los padres y profesionales a detectar y tratar signos de problemas.

## Vida antes de la matanza
Susan Francis Yassenoff nació el 25 de marzo de 1949, hija de Charlotte (de soltera Haugh, 1921-1987) y Milton Rice Yassenoff (1919-1967) en Columbus, Ohio. Su madre era contable y su padre, que tenía antepasados rusos, trabajaba como gerente de cine. Había sido adoptado de niño por el exitoso empresario judío Leo Yassenoff (1893-1971) y su esposa Betty (de soltera Lupton). Leo Yassenoff fue considerado un filántropo y dejó casi toda su fortuna multimillonaria a organizaciones benéficas cuando murió. El centro de la comunidad judía en Columbus fue nombrado en su honor.
Klebold creció con su hermana mayor Diane y su hermano menor Philip en Bexley, Ohio. Después de graduarse de la Columbus School for Girls en 1967, estudió en Knox College en Galesburg, Illinois, y se mudó a la Universidad Estatal de Ohio en 1969. Allí conoció a Thomas Klebold (n. 1947), con quien se casó en julio de 1971. En 1972 Klebold se graduó con una Licenciatura en Ciencias en Educación Artística con especialización en Psicología. Tiempo después, se mudó con su esposo a Milwaukee, Wisconsin, donde trabajó como terapeuta de arte en un hospital psiquiátrico. En 1975 comenzó a estudiar en el Cardinal Stritch College, donde completó una maestría en ciencias de la educación. Además de sus estudios, enseñó a estudiantes de escuela primaria socialmente desfavorecidos.
En octubre de 1978, Klebold dio a luz a su primer hijo, Byron. Dos años después, los Klebold se mudaron a Colorado, donde se establecieron en Littleton, en el área metropolitana de Denver. Como parte de su trabajo en el Colorado Community College, ayudó a las personas con discapacidad a integrarse en el mercado laboral. En septiembre de 1981, nació su segundo hijo, Dylan, quien asistió a la escuela secundaria Columbine en Columbine a partir de 1995. Sue y Thomas Klebold fueron ampliamente considerados padres atentos, preocupados y comprometidos y no toleraban las armas de fuego en su hogar, lo que llevó a decir a Sue Klebold que lo "más difícil para que la gente entienda es lo ordinaria que eran sus vidas antes de Columbine".

## El día de la matanza y el después
En la mañana del 20 de abril de 1999, Sue Klebold escuchó a su hijo Dylan, de entonces 17 años de edad, salir de la casa a toda prisa antes del amanecer. Más tarde esa mañana, él y su amigo Eric Harris, de 18 años, irrumpieron en su escuela, matando a doce estudiantes y un maestro. Otras 24 personas resultaron parcialmente heridas de gravedad. Cerca del mediodía, ambos se quitaron la vida. Sue Klebold estaba en su trabajo en Denver cuando su esposo le informó alrededor de las 12:00 que había habido un tiroteo en la escuela secundaria Columbine y que Dylan era uno de los sospechosos. Al final de la tarde, la policía le informó de la muerte de su hijo y ordenó un cacheo de su hogar en busca de evidencia. El nombre de su hijo fue anunciado por los medios de comunicación a última hora de la tarde. Durante los siguientes cuatro días, los Klebold se escondieron con familiares para evitar a los reporteros. Sue y Thomas Klebold cremaron el cuerpo de su hijo el 24 de abril de 1999, por preocupación de profanación de su tumba. El funeral tuvo lugar entre familia y amigos más cercanos.
El día después de la masacre, los Klebold hicieron una declaración a través de su abogado expresando su simpatía a los familiares de las víctimas y los heridos. En mayo de 1999, Sue Klebold escribió cartas personales a las 13 familias de los asesinados y más tarde también a las víctimas heridas, en las que expresó sus condolencias.
Inicialmente, los Klebold no creían en la participación deliberada de su hijo en la masacre. Fue solo después de que recibieron el informe policial en octubre de 1999, luego de que se completara la investigación y se les mostrara el video en el que Dylan y Eric hablaban sobre su plan, que se dieron cuenta de la extensión de dicho plan y la responsabilidad de su hijo. En una entrevista con Andrew Solomon, Sue Klebold luego explicó: "Ver esos videos fue tan traumático como el evento original [...] Todo lo que me había negado a creer era cierto. Dylan fue un participante dispuesto y la masacre no fue un impulso espontáneo". Más tarde, después de evaluar sus notas en el diario íntimo de Dylan, los investigadores llegaron a la conclusión de que el joven había estado deprimido y suicida durante unos dos años. Los Klebold solo se enteraron de la existencia y el contenido de sus escritos un año después del hecho.
Después de la masacre, Sue y Thomas Klebold, así como los padres de Eric Harris, fueron objeto de críticas masivas, numerosas acusaciones y hostilidad del público. Entre otras cosas, fueron acusados de falta de cuidado parental y de omitir señales de advertencia. A pesar de la hostilidad, los Klebold decidieron no cambiar su nombre o mudarse. Fueron apoyados y acogidos por sus amigos y vecinos. Sin embargo, vivieron muy aislados en los primeros meses después de la masacre y no confiaban ni en amigos ni en grupos de autoayuda debido a temores de que testificaran contra ellos en juicios posteriores.
Sin embargo, ni los padres de Dylan Klebold ni Harris fueron procesados. En abril de 2001, los padres de Klebold y Harris, junto a las familias de las víctimas, llegaron a un acuerdo por una indemnización total de 1,6 millones de dólares. Después de que se resolvió el litigio, a lo largo de los años tuvieron lugar reuniones personales entre Klebold y algunos de los familiares de las víctimas.
En julio de 2003, los padres de Klebold y Harris testificaron bajo juramento y ante público en una corte. Las declaraciones de carácter judicial registradas y selladas se conservan hasta su publicación prevista en 2027 en función de su valor histórico en los Archivos Nacionales y Administración de Documentos.
Dos años después de la masacre, Sue Klebold padeció cáncer de mama, del que se curó. Más tarde desarrolló un trastorno de estrés postraumático y sufrió ataques de pánico.
Sue y Thomas Klebold se divorciaron en 2014, después de 43 años de matrimonio. Como motivo de divorcio, Sue Klebold declaró que sus puntos de vista sobre el hecho y la forma en que manejó el dolor eran demasiado diferentes a los de Thomas, por lo que al final no tenían puntos en común. Mientras que Thomas Klebold atribuyó los hechos a cosas naturales y a factores externos como el clima social de la escuela o el acoso, Sue Klebold sufría de sentimientos de culpa y abordó introspectivamente el desarrollo de su hijo hasta que se convirtió en un asesino.

## Activismo
Durante los cinco años que siguieron a la masacre, los Klebold evitaron a la prensa por consejo de su abogado, citando que tenían temor a que se malinterpretaran sus declaraciones y también debido a que recibieron numerosas amenazas de muerte. Finalmente, en mayo de 2004 hablaron por primera vez con The New York Times, diciendo que lo que su hijo había hecho iba en contra de la enseñanza por parte de ellos, y que había actuado contra la misma. Los Klebold dieron otra entrevista en 2012 para el libro de Andrew Solomon Far From the Tree, donde Sue Klebold dijo que "hubiera sido mejor que Dylan no hubiera nacido; pero que no lo hubiera sido para mí". En el año 2020, Sue Klebold dio otra entrevista, esta vez para Katherine Schwarzenegger y su libro.
En 2009, Sue Klebold escribió una carta abierta para el show de Oprah Winfrey, donde dijo que ella no tenía ni idea de que su hijo había estado depresivo y que tenía pensamientos suicidas. El Denver Post dijo que la editorial había sido más que elocuente pero que no traía claridad a los hechos. En 2016, publicó sus memorias Love Is Not Enough - I'm the Mother of a Gunman (El amor no basta - soy la madre de un tirador), en las que da una idea de la infancia y la adolescencia de Dylan, así como de su vida familiar antes y después del crimen. También trata de encontrar explicaciones a las acciones de su hijo y respuestas sobre cómo se pudo haber evitado la masacre. Ella ve su propio fracaso como no reconocer los signos de los problemas de salud mental de su hijo. Según Sue Klebold, su exmarido y su hijo Byron se sentían incómodos con la idea de que se publicaran sus memorias, pero nunca hubieran intentado detenerla. Sus memorias ocuparon el puesto número dos en la lista de libros de no-ficción de The New York Times. Klebold donó su parte de las ganancias del libro a organizaciones que se dedican a la prevención del suicidio y la violencia, así como a la educación e investigación sobre enfermedades mentales. Sus donaciones totalizaron $427,200 dólares desde 2015 hasta finales de 2018.
En febrero de 2016, Sue Klebold dio su primera entrevista televisiva con Diane Sawyer para el especial de ABC 20/20: Silence Broken. A Mother’s Reckoning. En la entrevista dijo: "Creo que nos gusta creer que nuestro amor y nuestra comprensión son protectores, y que 'si algo estuviera mal con mis hijos, lo sabría', pero no lo sabía, y no lo estaba. No fui capaz de evitar que lastimara a otras personas. No pude evitar que se lastimara a sí mismo y es muy difícil vivir con eso." Las reacciones a su entrevista televisiva fueron varias, el procurador general del Estado de Colorado la criticó por "poder llegar a inspirar a otros tiradores como su hijo" y la calificó de "irresponsable". La hija de Dave Sanders, el maestro asesinado en la masacre, tuvo un gesto de simpatía hacia ella diciendo que si "ella sentía dolor por lo sucedido, no podría imaginar el dolor que [Sue Klebold] siente." Por su parte, Anne Marie Hochhalte, quien resultó gravemente herida en el tiroteo y quedó inmovilizada y en silla de ruedas, publicó en Facebook que no sentía rencor hacia Sue Klebold y le agradeció por donar las ganancias de su libro a obras benéficas. Patrick Ireland, conocido como "el chico de la ventana", quien recibió dos disparos en la cabeza y sobrevivió dijo que "prefería olvidar a los tiradores y también a sus familias." El escritor Dave Cullen dijo que Klebold proporcionó "ideas emocionantes y un retrato apasionante" del desarrollo gradual de su hijo en un asesino: "Vimos la agonía de una madre viviendo con esas dos visiones de su hijo, luchando por reconciliarse con eso incluido ahora."
Klebold confirmó en entrevistas que tenía contacto ocasional con los padres de Eric Harris, pero enfatizó que quería proteger su privacidad y que nadie debería tomar el silencio de los Harris sobre la masacre como indiferencia.

## Posición de Klebold sobre la participación de su hijo en la masacre
Sue Klebold llegó a la conclusión de que la masacre no podía atribuirse a una sola causa, como el acoso o el mal control de las armas, sino que fue causado por una combinación de factores biológicos, psicológicos, sociales y ecológicos, así como por eventos desencadenantes. Además de la influencia de su cómplice Eric Harris, también consideró que las tendencias suicidas de Dylan fueron decisivas para su participación en el crimen. Klebold entiende la muerte de su hijo como un "suicidio prolongado"  (asesinato-suicidio). Este punto de vista le permitió ver la masacre bajo una luz diferente: "Independientemente de lo que hubiera querido, Dylan había ido a la escuela a morir."
Con respecto al estado de salud mental de Harris, quien ha sido clasificado por los expertos como un psicópata, Klebold dijo en una entrevista con The Guardian que ambos tenían diferentes condiciones cerebrales, diciendo que ella creía que Dylan tenía algún tipo de "trastorno del estado de ánimo". También dijo que creía que la psicopatía "está en una categoría diferente", y agregó: "[...] No quiero decir que alguien comete delitos porque tiene una enfermedad mental, eso no es cierto, pero creo firmemente que tanto Dylan como Eric fueron víctimas de su propia patología, así como todos los demás fueron víctimas de esa patalogía también."
En una entrevista con Diane Sawyer, Klebold expresó su convicción de que podría haber evitado que su hijo se involucrara si se hubiera dado cuenta de que algo andaba mal con él: "[…] si hubiera reconocido que Dylan estaba experimentando una verdadera angustia mental… él no habría estado allí. Habría recibido ayuda."

## Eventos sociales
Desde la masacre y el suicidio de su hijo, Klebold se ha comprometido con la prevención del suicidio dando conferencias regularmente, entre otras cosas. Su conferencia Mi hijo fue un tirador de Columbine. Ésta es mi historia en TED Talks en noviembre de 2016 fue vista más de 10 millones de veces [hasta febrero de 2020]. Es miembro del Consejo de Pérdida y Sanación de la Fundación Estadounidense para la Prevención del Suicidio (AFSP) y de un subcomité de la Línea Nacional de Prevención del Suicidio. También participó en el documental American Tragedy - Love Is Not Enough, de 2019, en el que es entrevistada y se recrea su historia. En los créditos de la película se señala que su participación fue gratuita.
Klebold expresa en ocasiones lo siguiente: “[Al principio] te sientes impotente y golpeada por la vida y luego comienzas a sentirte como un sobreviviente [y vas a] intentar ayudar a otras personas que atraviesan este tipo de pérdida. Luego te conviertes en un defensor, alguien que quiere hacer un cambio y de alguna manera cristaliza aquello por lo que quieres vivir y luchar". El psicólogo y autor Peter Langman, a quien Klebold había entrevistado durante su investigación para su libro, escribió sobre ella: "He estudiado a docenas de tiradores escolares y sus familias, y no tengo conocimiento de ningún otro padre de un perpetrador que haya persistido. Aplaudo a Sue Klebold por su coraje y su compromiso."